# Curt Röding
Curt Friedrich Heinrich Röding (* 18. Oktober 1898 in Stendal, Provinz Sachsen; † 30. Oktober 1969 in Niedermarsberg, Nordrhein-Westfalen) war ein deutscher Volkswirt und Kommunalpolitiker der NSDAP. Er war von 1936 bis 1937 Oberbürgermeister der Stadt Lünen.

## Leben
Er war der Sohn des Generaloberveterinärs Max Röding und besuchte die Gymnasien in seiner Heimatstadt und in Verden (Aller). Ab 1917 nahm er am Ersten Weltkrieg teil und trat danach dem Freikorps Caspary bei. Nach dem Abitur 1919 nahm er eine Lehre zum Bankkaufmann bei der Westholsteinischen Bank in Verden auf. 1921 wurde er Mitarbeiter der Deutschen Bank. Später wechselte er zum Studium nach Göttingen. Zum 1. Mai 1929 trat er der NSDAP bei (Mitgliedsnummer 129.365). 1933 promovierte er an der Universität Göttingen zum Dr. rer. pol. Das Thema seiner rechts- und staatswissenschaftlichen Dissertation lautete Die Praxis des gerichtlichen Vergleichs zur Abwendung des Konkurses.
Nachdem sein Amtsvorgänger Hermann Schlegtendal 1935 von den Nationalsozialisten aus dem Amt gedrängt wurde, erfolgte am 15. März 1936 seine Ernennung zum Oberbürgermeister von Lünen. Noch im gleichen Jahr legte Röding ein Mehrpunkteprogramm zur Besserung der wirtschaftlichen Lage der Stadt vor. Während seiner Amtszeit kam es auch in Lünen zur Verfolgung und Verhaftung politisch andersdenkender Personen und jüdischer Bewohner der Stadt.
Er blieb nur bis zum 20. Juli 1937 im Amt, nachdem er zuvor am 28. Juni desselben Jahres einen schweren Verkehrsunfall mit Todesfolge verursacht hatte.

## Schriften
- Die Praxis des gerichtlichen Vergleichs zur Abwendung des Konkurses (= Beiträge zur Lehre von den Unternehmungen, Heft 15). Fischer, Jena, 1933.